# リヒャルト・フォークト
リヒャルト・フォークト（Richard Vogt、1894年12月19日 - 1979年1月）は、ドイツの技術者であり航空機の設計技師である。
第二次世界大戦中の左右非対称の形状の偵察機や、戦後の原子力飛行機といったユニークな軍用機の設計で知られる。

## 経歴

### 飛行機を自作
当時ドイツ帝国を構成していたヴュルテンベルク王国のシュヴェービッシュ・グミュントの街で12人兄弟の7番目の子に生まれ、Stuttgart-Cannstattdeにある普通の識字学校に通った。この生徒時代にエルンスト・ハインケルに出会う機会があり、これが最初の航空機に関する経験となった。
1912年の18歳のときに自身の最初の飛行機を造り、このdraft planeで友人の手を借りて最初のテスト飛行を行おうとした。当局の許可を得てシュヴェービッシュ・グミュントの隣町のムートランゲンの原野でこの計画を実行したが、エルンスト・ハインケル立会いの下に行われたこの試験飛行は成功しなかった。

### 航空機設計家になる
高等学校を卒業後、1年間だけルートヴィヒスハーフェン・アム・ラインにあるエンジン工場で働いた。
第一次世界大戦が始まるとドイツ帝国の軍隊に入隊したが、戦闘中に負傷して家へ戻る。その後本人の願いによりハルバーシュタットで操縦訓練を受けた。1916年8月に除隊し、フリードリヒスハーフェンのツェッペリン飛行船社で働けるようになり、そこでクラウディウス・ドルニエと出会った。航空機設計家になる努力を続けるように激励してくれたドルニエに感銘を受け、大戦後にシュトゥットガルトの工科大学で2年間の教育を受けた。その後1922年までシュトゥットガルト大学の航空機／自動車システム研究室でアレクサンダー・バウマンの助手を務め、この期間に最初の特許を取得し、博士号の学位も受けた。これが航空機設計家としての始まりであった。

### 川崎造船所

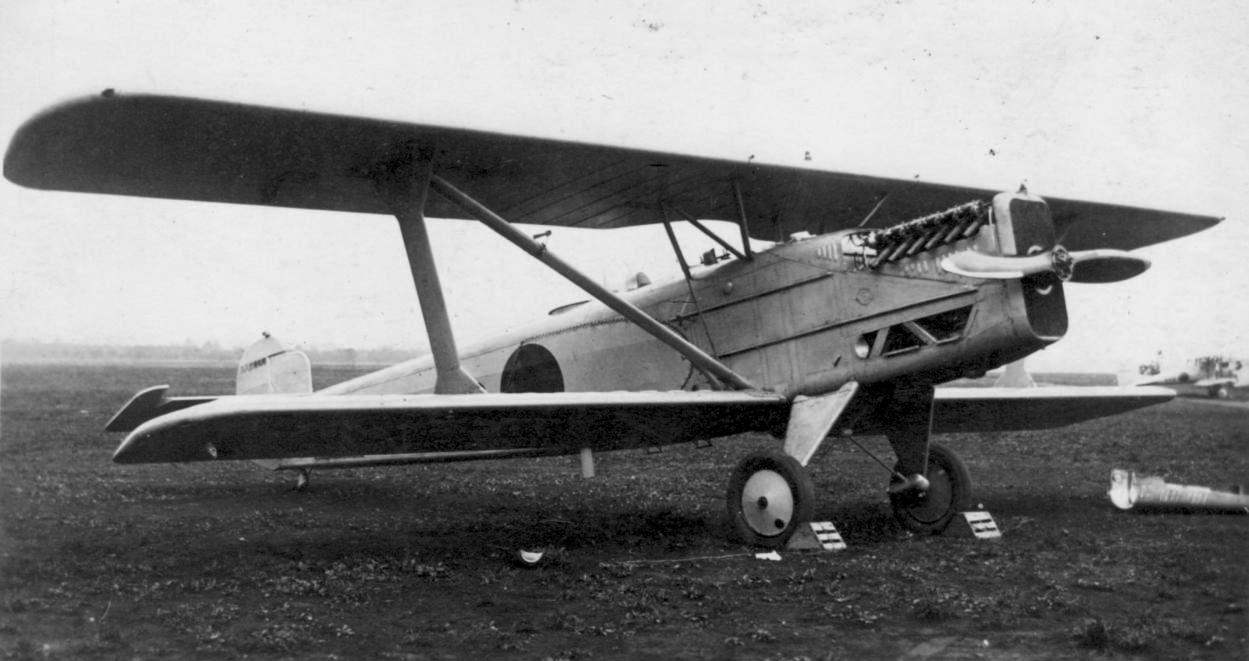
フォークトが日本で設計した八八式偵察機。大日本帝国陸軍に採用されて710機が製造されたほか、八八式軽爆撃機として407機が製造される傑作機となった。

クラウディウス・ドルニエの代わりに短期間イタリアに行き、ドルニエ ワール飛行艇をライセンス生産していたCMASAで技術指導を行った。1923年から1933年まで、大日本帝国（日本）の神戸市にある川崎造船所飛行機部（後に川崎航空機、現・川崎重工業航空宇宙システムカンパニー）へ派遣された。川崎造船所航空機部でもドルニエ・ワールをライセンス生産していたが、フォールトは同社で主任設計技師の地位を与えられ、川崎KDA-2 八八式偵察機を設計した。また、1927年に入社し後に三式戦闘機「飛燕」を設計する土井武夫を育成し、土井と共同で川崎KDA-3 単座戦闘機（試作のみ）や川崎KDA-5 九二式戦闘機、川崎KDA-6 複座偵察機（試作のみ）を設計したほか、川崎KDA-7 九三式単発軽爆撃機と川崎キ5戦闘機（試作のみ）は土井が主任設計者となりフォークトは指導に回った。この間、フォークトは土井に国外出張を勧め、土井は1931年から1932年までヨーロッパ諸国に出張した。

### ブローム・ウント・フォス

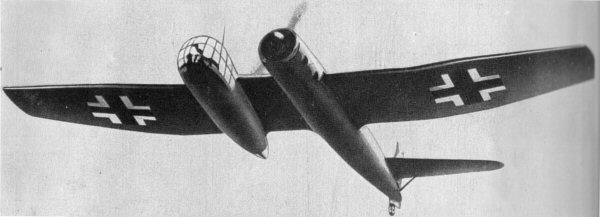
飛行中のブローム・ウント・フォス BV 141。この試作偵察機は通常とは異なる非対称の形状をしているが、操縦性は非常に安定しており操縦し易かった。

1933年9月、ナチ党の権力掌握に伴いドイツ国外の航空技術者の帰国が指示される中、フォークトもドイツに帰国し航空機部門の筆頭技術者として招聘するというブローム・ウント・フォス造船所の申し出を受けた。同社での最初の仕事はHa 136単葉練習機で、2番目が逆ガル翼のHa 137急降下爆撃機であった。成功作とはならなかったが、燃料タンクを内蔵した長方形または正方形断面の主桁の美しい片持ち式の主翼といった、幾つかの先駆的な技術を備えていた。その特徴は日本で関わっていた川崎キ5の設計に似ている。これらの設計の後、BV 138飛行艇、Ha 139水上輸送/偵察機、Ha 140水上雷撃機、 BV 141偵察機、BV 222飛行艇 ヴィーキング(Viking)、BV 238飛行艇は彼の指導と大幅な関与の下に製造された。BV 141はそのユニークな非対称構造で有名であり、BV 222とBV 238飛行艇は各々がその初飛行時、最も重い航空機であったと考えられている。もう1機種、8発エンジンで航続距離8,000kmの巨大な飛行艇P.200の計画を立てていたが実現しなかった。
1943年半ばには、ブローム・ウント・フォス BV 155高高度迎撃機の設計が始まった。この機体は当初メッサーシュミット社で航空母艦で運用される艦上機として開発されていたが、戦況の流れがこの機体の開発を妨げ、ブローム・ウント・フォス社はドイツ空軍からこの高高度戦闘機を引き継ぐように命令を受けた。フォークトは全面的にこの機体を再設計し、1944年末か1945年初めに試作機を製造したが、1945年5月のドイツの降伏までに完成することはなかった。
戦争の最終段階で戦況の悪化がより効果的な防御兵器の必要性を生じさせてきたことに応じて、フォークトは大量の爆発物を搭載できる無人グライダーのBv 246 "Hagelkorn (Hailstone)"を設計した。この小型のグライダー爆弾は高高度でこれを投下した母機から無線で操縦されたが、1,000機以上製造されたにもかかわらず実戦では使用されなかった。ジェット戦闘機の開発計画も持っていたが、これは実行には移されなかった。

### アメリカへの移住
第二次世界大戦後、フォークトはペーパークリップ作戦を実施していたアメリカ空軍に請われ、アメリカ合衆国へ移住した。1947年から1954年までオハイオ州のデイトンにあるアメリカ空軍の研究所で民間人として働き、その後航空物理開発社（Aerophysics Development Corporation）の主任設計技師となり、1960年にその職を辞するまで働いた。1960年8月から1966年8月までは、ボーイング社の研究試験部門で主任空力技師を務めていたジョージ・シャイラー（George Schairer）のチームの一員となった。ボーイング社では特に垂直離着陸機（VTOL）と水中翼船の設計に携わる。また主翼の長さと形状が航続距離に与える影響についての調査も行い、主翼の先端に小型の延長翼を取り付けることにより空気力学的改善が図られ、航空機の運用航続距離を増大させることを解明した。この発見は近代的な航空機では広く用いられ、延長翼はウイングチップやウィングレットという名称で知られている。最後の仕事はボーイング747の設計の出荷後評価（the after-launch evaluation）であった。退職後は転覆しない安全ヨットの設計と自伝の執筆に時間を費やしたが、1977年に自宅が火災で全焼、多くの個人記録や技術資料が失われた。
結婚して2人の子供を儲けている。フォークトは1979年に、カリフォルニア州のサンタバーバラで心筋梗塞が原因で84歳で死去した。

## 設計した航空機

### 日本[3]
- 川崎 KDA-2 八八式偵察機（1927年、710機製造）[4]
- 川崎 KDA-3単座戦闘機（1928年、3機試作のみ）[5]
- 川崎 KDA-4水上戦闘機（1929年、計画のみ）
- 川崎 KDA-5 九二式戦闘機（1930年、385機製造）[6]
- 川崎 KDA-6複座偵察機（1931年、1機試作のみ）
- 川崎 KDA-7 九三式単発軽爆撃機（指導、1932年、243機製造）
- 川崎 キ5戦闘機（指導、1934年、3機試作のみ）

### ドイツ[7]
- ブローム・ウント・フォスHa 136単葉高等練習機（1934年、2機製造）
- ブローム・ウント・フォスHa 137近接支援／急降下爆撃機 （1935年、6機製造）
- ブローム・ウント・フォス BV 138洋上偵察飛行艇（1937年、279機製造）
- ブローム・ウント・フォスHa 139水上輸送/偵察機（1936年）
- ブローム・ウント・フォスHa 140水上雷撃機（1937年、4機製造）
- ブローム・ウント・フォスBV 141偵察機（1938年、38機製造）
- ブローム・ウント・フォスBV 222輸送／偵察飛行艇 ヴィーキング(Viking)（1940年、13機製造）
- ブローム・ウント・フォスBV 238輸送／偵察飛行艇（1944年、1機製造）
- ブローム・ウント・フォスBV 155高高度迎撃機（1944年、3機製造）
- ブローム・ウント・フォスBV 246無線誘導滑空爆弾（1945年、約1,100基製造）

など

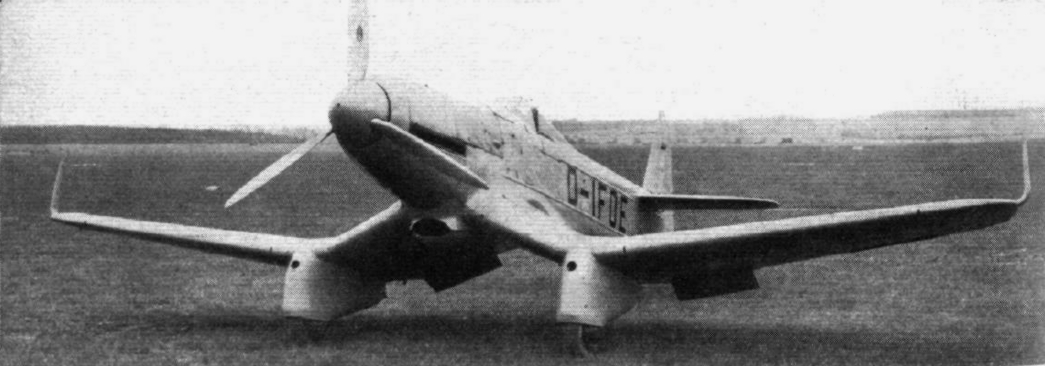
ブローム・ウント・フォス Ha 137
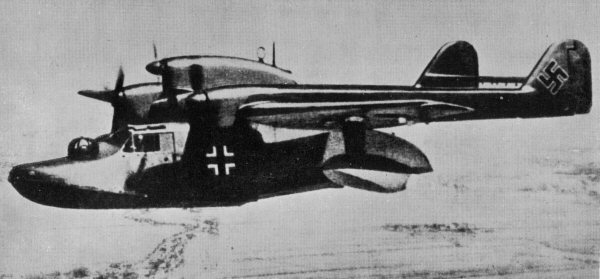
ブローム・ウント・フォス BV 138
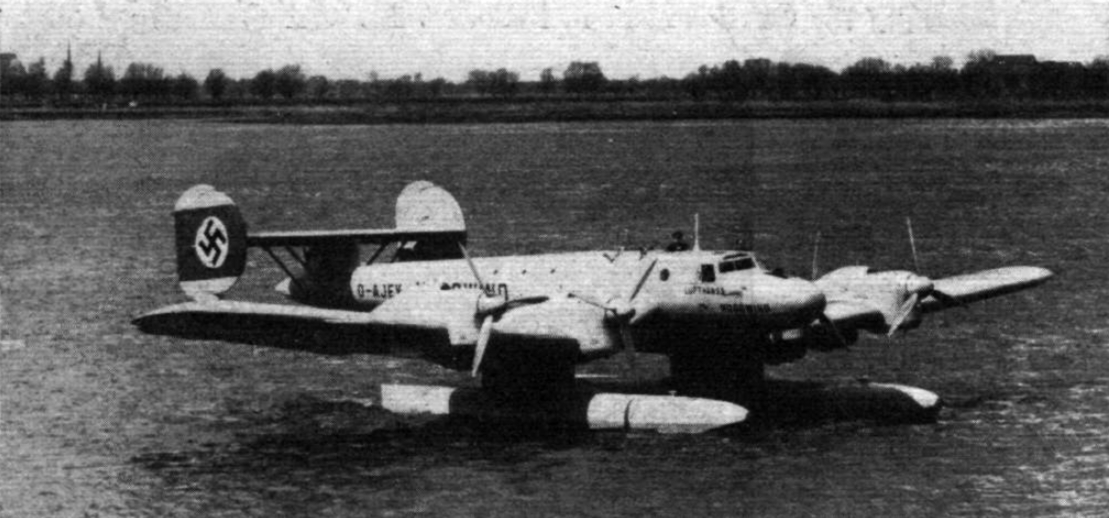
ブローム・ウント・フォス Ha 139
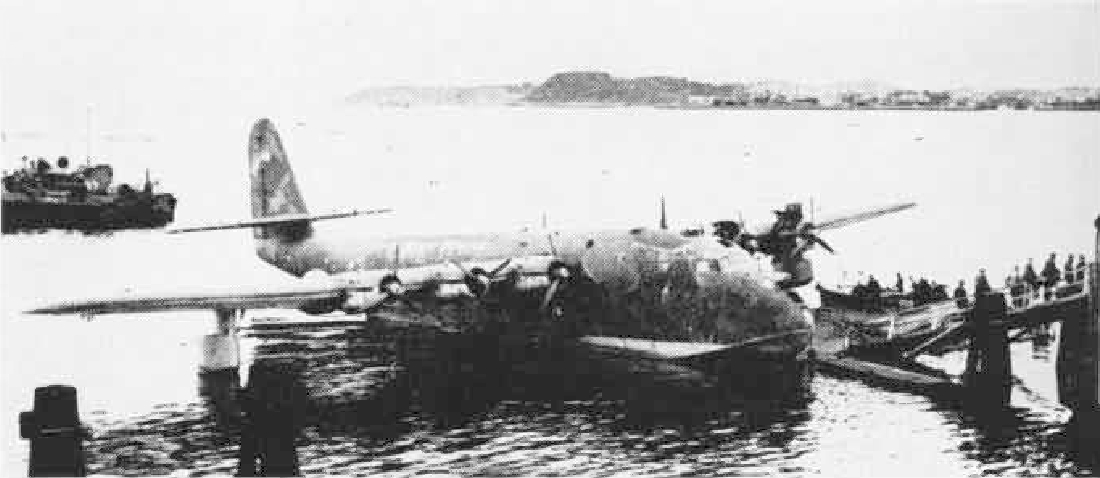
ブローム・ウント・フォス BV 222
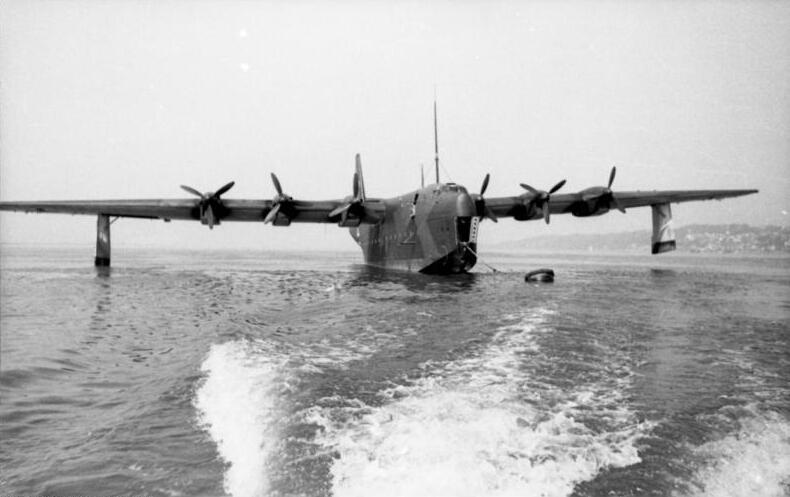
ブローム・ウント・フォス BV 238
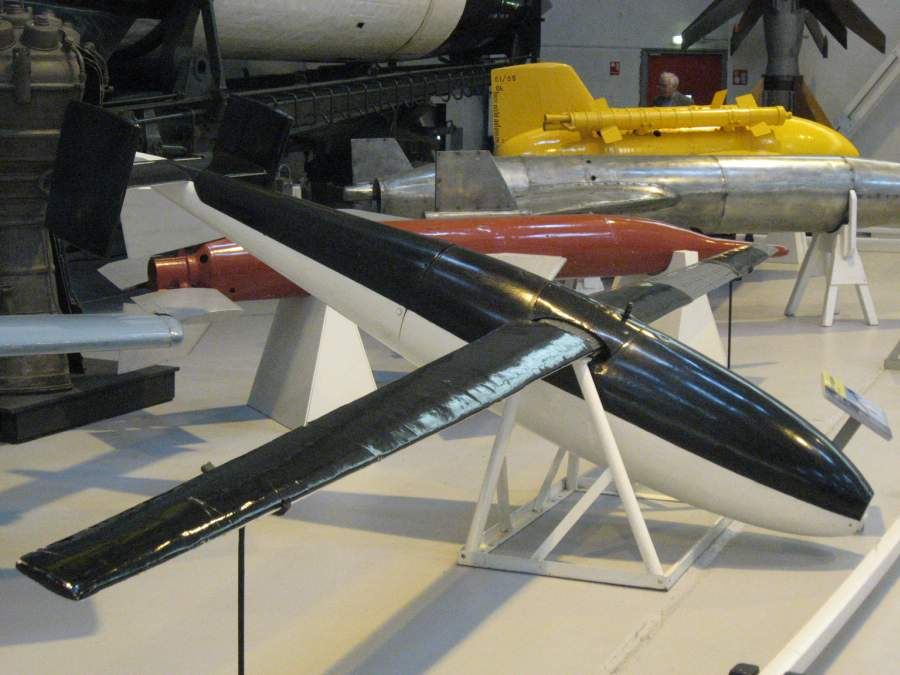
ブローム・ウント・フォス BV 246

## 著作
- Weltumspannende Memoiren eines Flugzeugkonstrukteurs ("Global memoirs of an aircraft designer", 1976